# Angerville (Essonne)
Angerville – miejscowość i gmina we Francji, w regionie Île-de-France, w departamencie Essonne.
Według danych na rok 1990 gminę zamieszkiwały 3012 osoby, a gęstość zaludnienia wynosiła 117 osób/km² (wśród 1287 gmin regionu Île-de-France Angerville plasuje się na 405. miejscu pod względem liczby ludności, natomiast pod względem powierzchni na miejscu 38.).